# Chamlet
Chamlet – antynagroda dla najgorszych polskich reklam, przyznawana w latach 2010–2014 roku przez Instytut Dziennikarstwa i Komunikacji Społecznej oraz Zakład Projektowania Komunikacji Uniwersytetu Wrocławskiego. Chamlety tradycyjnie przyznawano 26 listopada w pięciu kategoriach, natomiast uczestnicy mogli głosować na nominacje już od lipca danego roku. Pomysłodawcą nagrody był prof. Michael Fleischer. Pomysłodawcy wskazywali, że festiwal miał na celu zwrócić uwagę odbiorców na rażąco niski poziom estetyki i dużą liczbę reklam przysłaniających miejski krajobraz. Nagrodą jest zgnieciona kartka. Tylko raz w historii nagroda została odebrana (w 2014 r.). Nowa formuła konkursu odbywa się pod nazwą Hamlet, a jej celem jest przegląd nowych trendów w komunikacji reklamowej

## 2010
Do konkursu zgłoszono ponad 300 reklam.
Nagrodzeni:
- najgorszy film reklamowy: spot firmy Militaria.pl
- najgorsza reklama prasowa: „skateboarding is a crime”
- najgorsza reklama zewnętrzna: „od twarogu z Chojnic jeszcze nikt nie umarł”
- najgorszy program communication design: „boczki warte zachodu”
- najgorsza reklama społeczno-polityczna: kampania prezydencka Grzegorza Napieralskiego

## 2011
Do konkursu zgłoszono 336 reklam w pięciu kategoriach: reklama zewnętrzna, społeczna, prasowa, telewizyjna i communication design.
Nagrodzeni:
- reklama prasowa: firma Ruck-Zuck, reklama „Szukasz czegoś konkretnego”
- reklama zewnętrzna: za bezprawne wykorzystanie wizerunku ptaka otrzymała sieć restauracji STP
- reklama społeczno-polityczna: Katarzyna Lenart z Sojuszu Lewicy Demokratycznej, która całej Polsce pokazała swój różowy stanik
- reklama filmowa: Wyższa Szkoła Zarządzania i Administracji za reklamę „Dobra uczelnia”
- program communication design: ActivLab za reklamę „Druga sztuka gratis”

## 2012
Do konkursu zgłoszono 121 reklam telewizyjnych, 92 reklamy zewnętrzne, 89 reklam społeczno-politycznych, 73 programy communication design, 54 reklamy prasowe.
Nagrodzeni:
- reklama prasowa: faszysta Hans w kampanii Międzynarodowego Dnia Pamięci o Ofiarach Holocaustu
- reklama zewnętrzna: kobieta z niebieską beczką między nogami na billboardzie firmy Kadek
- design: plakaty rekrutacyjne Nacjonalistycznego Stowarzyszenia Zadruga, oraz Obozu Narodowo-Radykalnego
- reklama telewizyjna: kampania sklepu z militariami broń.pl
- reklama społeczno-polityczna: kampania promująca opłacanie abonamentu RTV
- Super Chamlet: reklama hurtowni Elektryk

## 2013
Do konkursu zgłoszono blisko 400 kandydatur, jury wybrało po 10 nominacji w pięciu kategoriach: reklama drukowana, internetowa, telewizyjna, społeczno-polityczna i communication design.
Nagrodzeni:
- reklama drukowana: sklep Ul. Rusałka za reklamę „Nie daj się gruchać, kupuj u swoich”
- reklama telewizyjna: reklama Społecznej Akademii Nauk w Łodzi z udziałem Mariusza Pudziana
- reklama internetowa: Bettson za kampanię „Szkoła Pokera z Joanną Krupą”
- reklama społeczno-polityczna: Stowarzyszenie Olimpiady Specjalne Polska za reklamę „Zespół Downa”
- communication design: Jeronimo Martins Polska za kampanię „Biedronka – My Polacy tak mamy!”
- Super Chamlet który został po raz pierwzy przyznany głosami internautów[11]: „Devil otworzy każdą ci puszkę”[12]

## 2014
Do konkursu zgłoszono 350 reklam, jury wybrało po 10 nominacji w pięciu kategoriach: reklama drukowana, internetowa, telewizyjna, społeczno-polityczna i communication design.
Nagrodzeni:
- reklama drukowana: billboard Fundacji Vide Et Crede z różańcem wysypującym się ze słoiczka po tabletkach. Głosi: „Choroba cię bierze? Weź i módl się!”, a całość reklamuje wizytację kanoniczną.
- reklama telewizyjna: dzieło Wyższej Szkoły Pedagogicznej im. Janusza Korczaka w Warszawie.
- reklama internetowa: Agencja Everal za reklamę z hasłem „W majówkę ci nie wyszło? Nadchodzi Boże Ciało”, na tle czerwonych stringów i szpilek
- reklama społeczno-polityczna: Marian Kowalski, kandydat do Europarlamentu z ramienia Ruchu Narodowego (po raz pierwszy w historii Chamletów nagroda została podczas gali odebrana, choć nie osobiście).
- communication design: Okręgowa Rada Adwokacka w Katowicach
- Super Chamlet: klip napoju energetycznego Super Ruchacz[14].

Pomysłodawca projektu Michael Fleischer zapowiedział, organizując jubileuszowy piąty festiwal najgorszych reklam, iż była to już ostatnia edycja Chamletów.